# Polenghi
Polenghi is een historisch merk van bromfietsen en hulpmotoren..
De bedrijfsnaam was: Officine meccaniche Mario Polenghi, Codogno.
Polenghi was een klein Italiaans merk dat insprong op de behoefte aan lichte en goedkope vervoermiddelen in de jaren vijftig. Het produceerde vanaf 1950 bromfietsen en lichte motorfietsen met 48cc-tweetaktmotoren en hulpmotoren, maar moest al in 1955 de productie beëindigen.